# Hay River (Wisconsin)
Hay River – miasto w Stanach Zjednoczonych, w stanie Wisconsin, w hrabstwie Dunn.